# Rhododendron racemosum
Rhododendron racemosum är en ljungväxtart som beskrevs av Franchet. Rhododendron racemosum ingår i släktet rododendron, och familjen ljungväxter. Inga underarter finns listade i Catalogue of Life.

## Bildgalleri

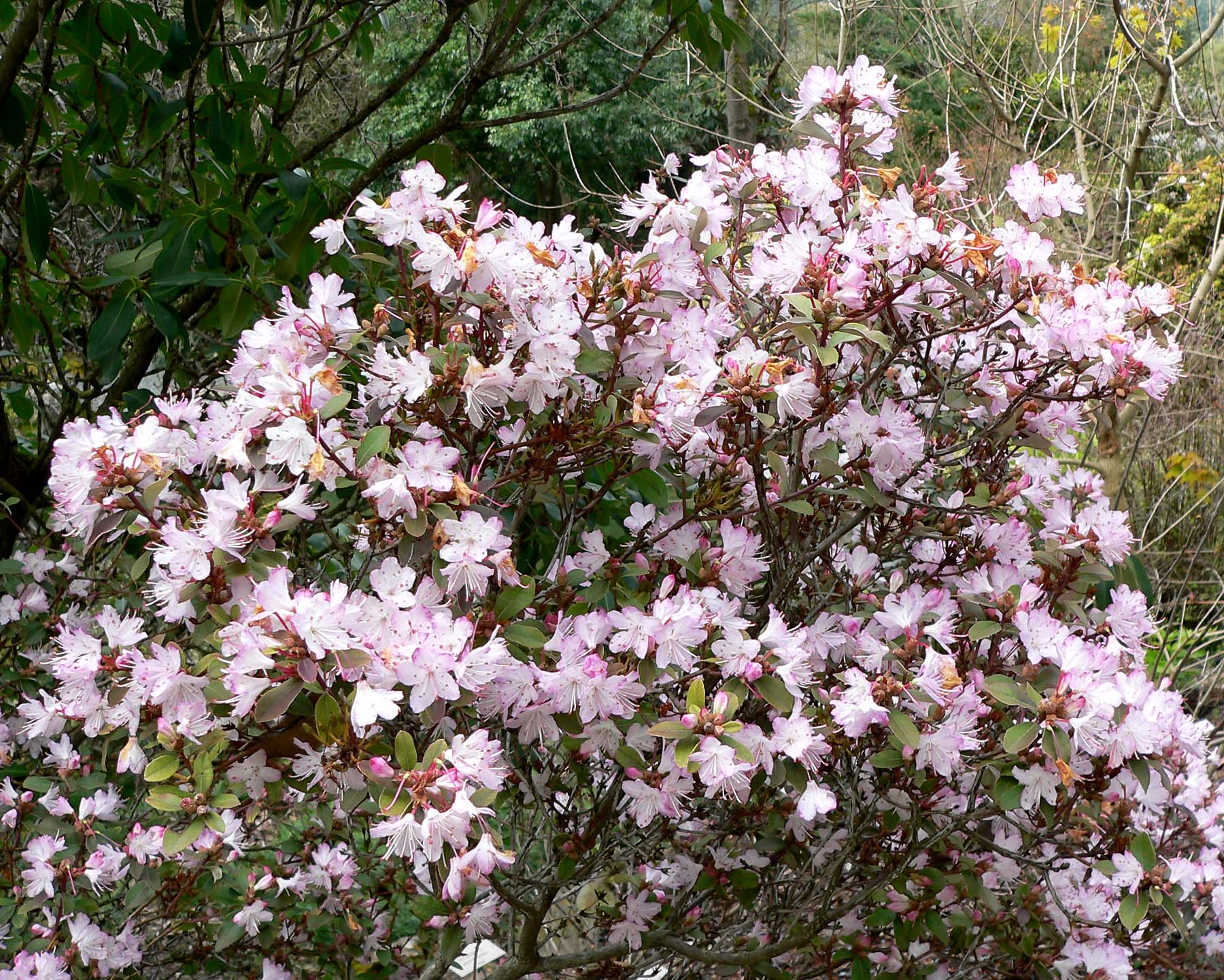
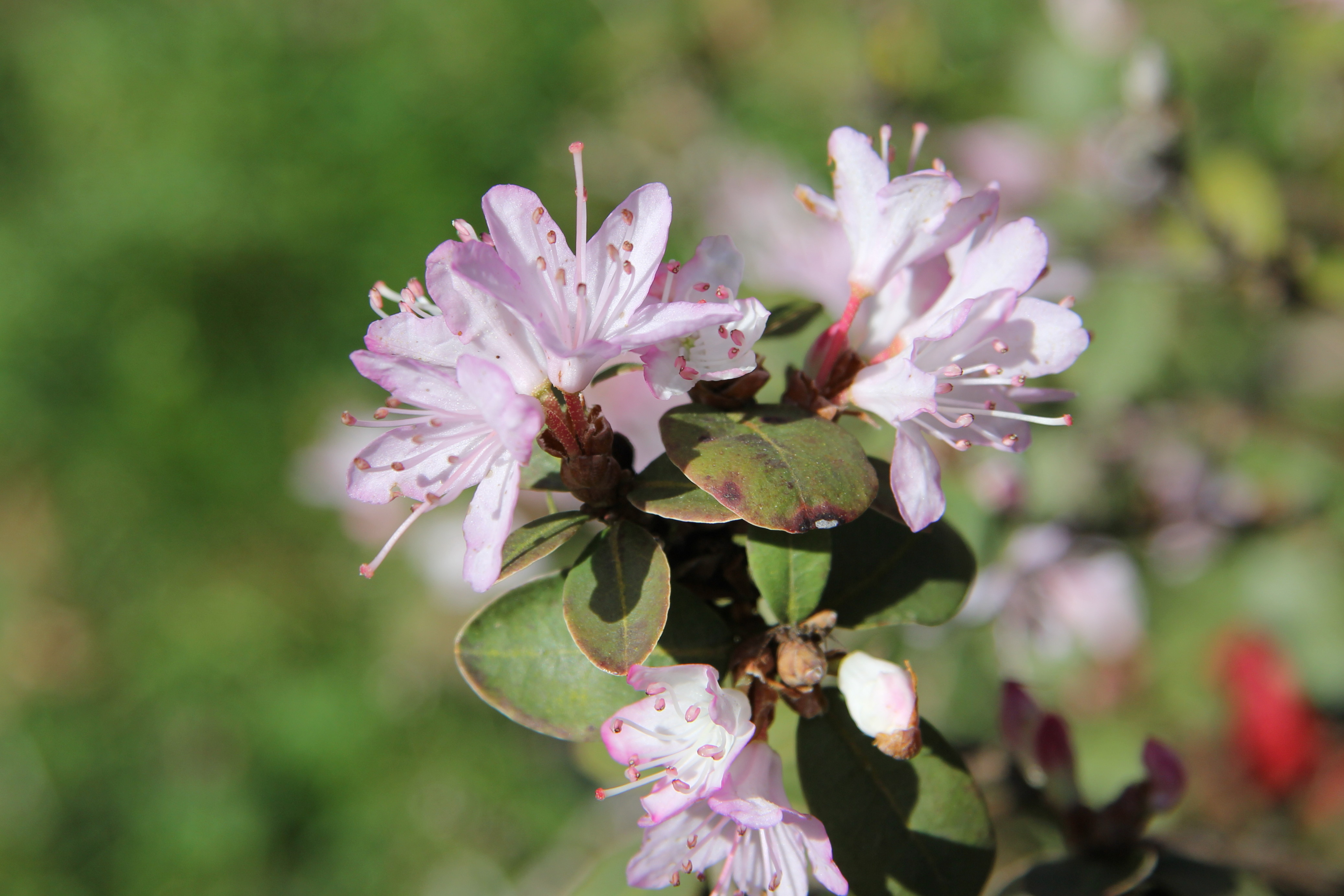
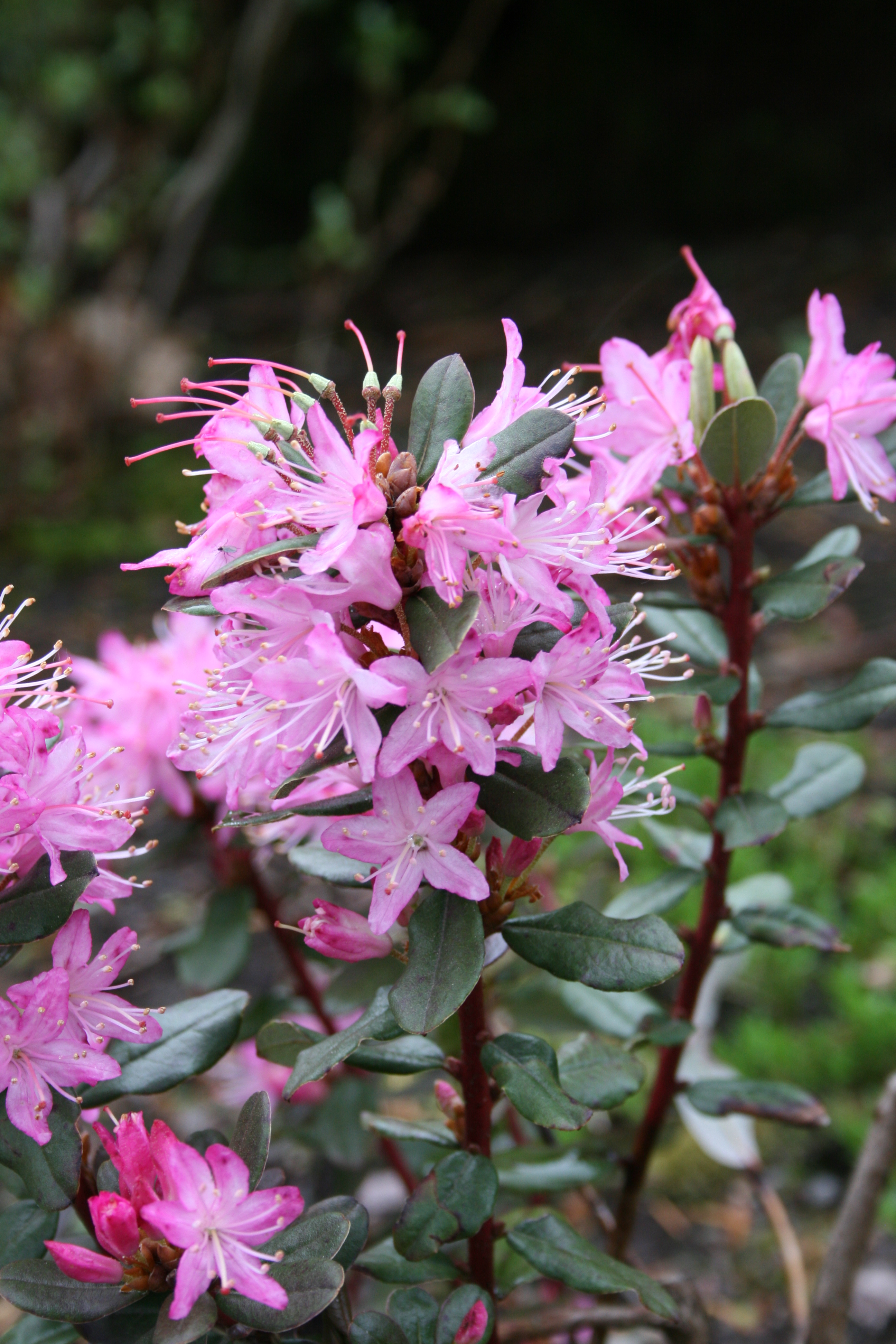
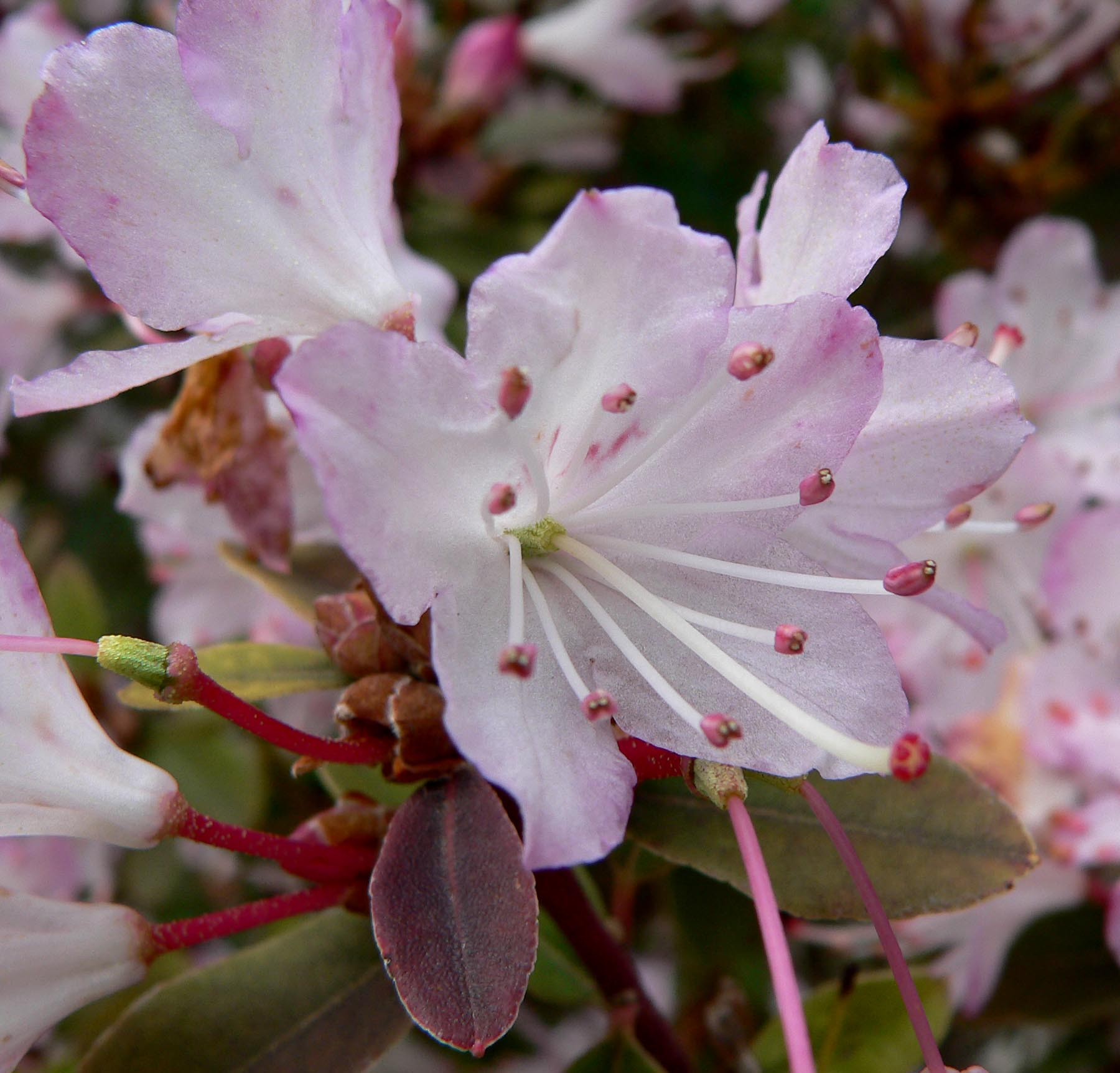